# Campionati italiani femminili assoluti di atletica leggera 1948
I XXIV campionati italiani femminili assoluti di atletica leggera si sono tenuti presso l'Arena Civica di Milano il 18 e 19 settembre 1948. Furono assegnati undici titoli in altrettante discipline.
La classifica per società vide trionfare il Venchi Unica Torino con 39 punti, seguito da Sport Club Italia e Virtus Bologna Sportiva, rispettivamente con 38 e 34 punti.
La gara del pentathlon si tenne a Bologna il 17 ottobre dello stesso anno.

## Risultati
| Specialità             | Oro                                                                                 | Prestazione | Argento                                       | Prestazione | Bronzo                                    | Prestazione |
| Corse                  | Corse                                                                               | Corse       | Corse                                         | Corse       | Corse                                     | Corse       |
| ---------------------- | ----------------------------------------------------------------------------------- | ----------- | --------------------------------------------- | ----------- | ----------------------------------------- | ----------- |
| 100 m                  | Liliana Tagliaferri Sport Club Italia                                               | 12"3        | Torresi Unione Ginnastica Goriziana           | 12"8        | Vittoria Cesarini Virtus Bologna Sportiva | 13"0        |
| 200 m                  | Mirella Avalle CSI Brescia                                                          | 26"2        |                                               |             |                                           |             |
| 800 m                  | Petronilla Tonani Sport Club Italia                                                 | 2'25"0      | Candiani Sport Club Italia                    | 2'26"1      | Giacomini CSI Brescia                     | 2'29"9      |
| 80 m hs                | Anna Maria Altomani Sport Club Italia                                               | 12"4        |                                               |             |                                           |             |
| Staffetta 4×100 m      | Virtus Bologna Sportiva Anna Venturi Ermanna Orsoni Vittoria Cesarini Vera Martelli | 50"7        | Venchi Unica Torino                           | 51"5        | Unione Ginnastica Goriziana               | 52"8        |
| Salti                  |                                                                                     |             |                                               |             |                                           |             |
| Salto in alto          | Ester Palmesino Sipra Torino                                                        | 1,53 m      | Silvana Pierucci SG Ligure Cristoforo Colombo | 1,53 m      | Bettiselli Virtus Bologna Sportiva        | 1,50 m      |
| Salto in lungo         | Silvana Pierucci SG Ligure Cristoforo Colombo                                       | 5,30 m      |                                               |             |                                           |             |
| Lanci                  |                                                                                     |             |                                               |             |                                           |             |
| Getto del peso         | Amelia Piccinini Venchi Unica Torino                                                | 13,12 m     | Edera Cordiale-Gentile Venchi Unica Torino    | 11,84 m     | Annamaria Trebbi Virtus Bologna Sportiva  | 11,33 m     |
| Lancio del disco       | Edera Cordiale-Gentile Venchi Unica Torino                                          | 43,55 m     | Amelia Piccinini Venchi Unica Torino          | 37,56 m     | Gabre Gabric CSI Brescia                  | 36,45 m     |
| Lancio del giavellotto | Ada Turci Sipra Torino                                                              | 39,23 m     |                                               |             |                                           |             |
| Prove multiple         |                                                                                     |             |                                               |             |                                           |             |
| Pentathlon             | Amelia Piccinini Venchi Unica Torino                                                | 3436 p.     |                                               |             |                                           |             |